# Oliver Twist
För andra betydelser, se Oliver Twist (olika betydelser).
Oliver Twist är en roman av Charles Dickens, skriven 1837–39 och publicerad som bok 1838.

## Handling
Oliver Twist handlar om en pojke vid namn Oliver Twist. Han föds i staden Portsea, i sydöstra England, både modern (som dog strax efter förlossningen) och fadern är okänd. Oliver vårdas på fattighuset genom kommunens försorg, med stor knapphet i kost och omsorg. När så Oliver en dag begär lite mer mat hamnar han genast i arresten. Därefter beslutas att han ska lära sig ett yrke genom att börja som lärling hos en begravningsentreprenör. Där trivs han ganska bra förutom att han blir retad av en annan lärling. Efter ett slagsmål med denne rymmer vår huvudperson för att till fots ta sig till London.
På vägen träffar han Jack Dawkins, kallad Filuren (i vissa utgåvor även känd som Räven), som lovar honom mat och husrum hos Mr. Fagin när de kommer fram till huvudstaden. Pojken trivs bra hos Fagin till en början, ovetande om att han vill lära upp honom till ficktjuv. När Oliver en dag oskyldigt åker fast träder Mr. Brownlow fram som vittne, får honom oskyldigförklarad och låter honom flytta in hos sig. Där trivs han väldigt bra, men tas till fånga av Fagins hantlangare och överlämnas till Mr. Sikes, en råbarkad tjuv som tar med sig Oliver för att hjälpa honom med ett inbrott i fru Maylies hus. Inbrottet misslyckas, Oliver blir skadeskjuten och Sikes lämnar honom medvetslös i ett dike. När den stackars pojken sedan vaknar upp, våt och frusen, släpar han sig till närmaste hus som visar sig vara huset där inbrottsförsöket gjordes. Där tar fru Maylie hand om honom. Oliver får så småningom upprättelse och får veta vilka hans föräldrar var, och att han även är arvtagare till en stor förmögenhet.

## Huvudkaraktärer
- Oliver Twist, en föräldralös pojke.
- Fagin, ledare för ett kriminellt gäng unga pojkar.
- Nancy, en prostituerad.
- Rose Maylie, Olivers moster.
- Mrs. Lindsay Maylie, Harry Maylies mor och Rose Maylies adoptivfaster.
- Mr. Brownlow, en vänlig herre som tar hand om Oliver.
- Monks, en sjuklig brottsling, kompanjon med Fagin.
- Mr. Bumble, en kyrkvaktmästare i församlingen där Oliver föddes.
- Bill Sikes,  en professionell inbrottstjuv.
- Räven (Jack Dawkins), Fagins skickligaste ficktjuv.
- Charley Bates, en ficktjuv.
- Gamla Sally, en sköterska som deltog vid Olivers födelse.
- Mrs. Corney, husmor vid Olivers fattighus.

## Filmatiseringar och andra adaptioner
Boken har filmatiserats ett flertal gånger, däribland:
- Oliver Twist (1948) – film i regi av David Lean, med Alec Guinness som Fagin och Robert Newton som Sikes.
- Oliver! (1968) – filmmusikal som bygger på musikalen Oliver! från 1960, med Ron Moody som Fagin och Oliver Reed som Sikes.
- Oliver Twist (1982) – TV-film med George C. Scott som Fagin och Tim Curry som Sikes.
- Oliver Twist (1997) – film med Richard Dreyfuss som Fagin och Elijah Wood som Räven.
- Oliver Twist (2005) – film i regi av Roman Polanski och med Ben Kingsley som Fagin.
- Oliver Twist (2007) – miniserie med Timothy Spall som Fagin och Tom Hardy som Sikes.

Boken har också gett namn åt ett företag som tillverkar tuggtobak.

### Tolkningar med liknande innehåll
- Den svenska TV-serien Olivia Twist är baserad på romanen. Detta nämndes dock inte i TV-seriens för- eller eftertexter.
- Romanen inspirerade Disney till filmen Oliver & gänget från 1988.
- Julkalendern Tjuvarnas jul från 2011 påminner om Oliver Twist på många sätt.
- Jagad i Sydney, agerar som en uppföljare till romanen och följer Jack Dawkins och Oliver när de flyr till Australien.

## Källhänvisningar
1. ↑  "Oliver Twist". NE.se. Läst 15 januari 2015.